# Uzsora
Munkalap - előkészítéshez - Uzsora téma

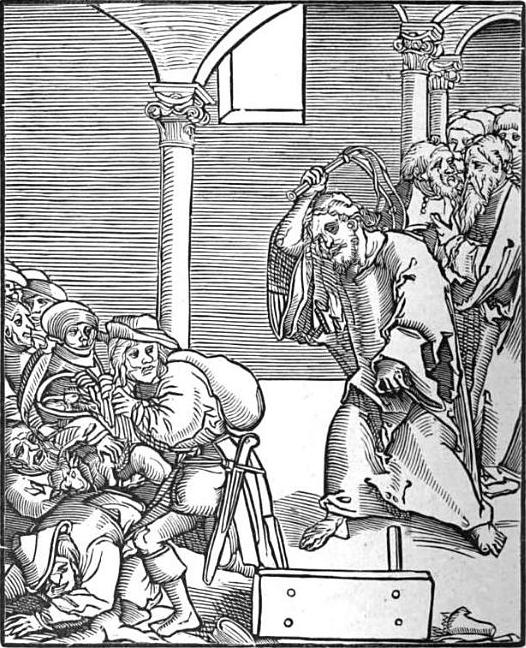
Id. Lucas Cranach: Jézus kiűzi az uzsorás kufárokat a templomból

Az uzsora egyfajta jogellenes ügylet, amelynek az erkölcsi elítélésen túl jogszabályokban előírt magánjogi illetve büntetőjogi következményei lehetnek.
A magánjogi kérdéseket az uzsorás szerződés, a büntetőjogi vonatkozásokat az uzsora-bűncselekmény jelentik. 

## Az uzsora szó eredete
Etimológia: középkori latin usuria ’kölcsönadás kamatra’, ’uzsora’ < latin ūsūra ’kamat’ < latin ūsus ’használat’ < latin ūtor, ūtī, ūsus sum ’használ’.

Az usura a római jogban eredetileg egyszerűen kamatot jelentett. Bár a kamatlábat az ókori Rómában már a XII táblás törvényben korlátozták, a kamatmaximumot sokszor nem tartották be. Kialakult ezért a fogalom negatív értelmezése, tehát az uzsora embertelen mértékű kamatot jelentett. Ez a jelentése mára kizárólagossá vált.
Az uzsorázásra használt népies kifejezés az interezés, mely a népies és kissé régies interes /interesz/ ’kamat’ szóból ered, ami pedig latin eredetű vándorszó.
Az uzsorás szerződés a polgári jogban a másik szerződő fél helyzetének kihasználásával, feltűnően aránytalan előny kikötésével kötött szerződés. 

## A hatályos magánjogi szabályozás Magyarországon

### 2013. évi V. törvény
Az uzsorás szerződés fogalmát a hatályos Ptk. (2013. évi V. törvény) a következőképpen határozza meg: Ha a szerződő fél a szerződés megkötésekor a másik fél helyzetének kihasználásával feltűnően aránytalan előnyt kötött ki, a szerződés semmis.
Az alaptalan gazdagodás pénzbeni megtérítése körében a törvény úgy rendelkezik, hogy uzsorás szerződés esetén a bíróság egészben vagy részben elengedheti a visszatérítést, ha az a sérelmet szenvedő felet részletfizetés engedélyezése esetén is súlyos helyzetbe hozná; a sérelmet okozó fél a kapott szolgáltatásból az aránytalan előnynek megfelelő részt a sérelmet szenvedő félnek köteles visszatéríteni.
A semmisség körében a törvény előírja, hogy közérdekben okozott sérelem megszüntetése érdekében és uzsorás szerződés esetén az ügyész keresetet indíthat a szerződés semmisségének megállapítása vagy a semmisség jogkövetkezményeinek alkalmazása iránt.
2023 januári számítás szerint  egy személyi kölcsön teljes kamat terhe nem haladhatja meg a 37,0%-ot, egyéb hitelek esetén sem lehet 52,0%-nál nagyobb visszafizetési összeget kérni, mert az jogtalan (erkölcstelen) nyerészkedésnek minősül.

## Története Magyarországon

### Az1883. évi XXV.törvényben
(azóta hatályon kívül helyezték)

„Az 1883. évi XXV. törvénycikk megteremtette az uzsora elleni büntetőjogi fellépés lehetőségét. Büntetni rendelte azt, aki más rászorultságát, könnyelműségét vagy tapasztalatlanságát felhasználva, olyan kikötések mellett hitelez vagy ad fizetési halasztást, melyek alkalmasak az adósnak vagy a kezesnek anyagi romlását előidézni, fokozni vagy oly mérvűek, hogy az eset körülményeihez képest, a szolgáltatás és az ellenszolgáltatás közt szembeötlő aránytalanság mutatkozik. Az uzsora vétség alapesetben egy hónaptól hat hónapig terjedhető fogházzal, és pénzbüntetéssel volt sújtható. Minősített esetben nemcsak a fogház- és a pénzbüntetés tételei emelkedtek, hanem a törvény előírta a hivatalvesztést és a politikai jogok gyakorlásának felfüggesztését, valamint lehetőséget adott a kitiltásra is.”

#### Az uzsora esetei
Egyszerű esetben „aki másnak szorultságát, könnyelműségét vagy tapasztalatlanságát felhasználva, ... túlságos mérvű vagyoni előnyök által az adósnak vagy a kezesnek anyagi romlását előidézni, vagy fokozni alkalmasak, vagy ... a szolgáltatás és az ellenszolgáltatás között szembeötlő aránytalanság mutatkozik”
Minősített eset, vagyis súlyosabb büntetési tétel járt  ha elpalástolása; az adós becsületszavával, esküvel, ígérettel megerősíttetése; 
üzletszerűsége; esztendőn belül visszaesés történt

#### Büntetése
Az egyszerű uzsora büntetése 1-6 hónapig terjedt fogház és 100-1000 forintig közötti pénzbüntetés, s mint fakultatív mellékbüntetés, hivatalvesztés[forrás?]. A minősített uzsoránál a fogházbüntetés 2 évig, a pénzbüntetés 4000 forintig terjedt, a fent említett mellékbüntetés kötelező, emellett ha a településen, országban nem honos személy volt, kiutasíthatták. A százaléklábra vonatkozóan meghatározták, hogy a 8%-ot meg nem haladó kamat uzsorát egyáltalán nem képezhet. Uzsora miatt a bűnvádi eljárást csak a sértett fél vagy vele jogi támogató/ rokoni kapcsolatban lévő személy  3 évi elévülési határidőn belül indíthatott. Az igazságügyi miniszter rendelete alapján is hivatalból üldözhették az uzsorás kamatszedést. Büntetést kizáró ok volt, ha a bűnös a felvett uzsorási előnyöket a megkapás napjától számított 5%-os kamattal visszaadja.

### Az 1932. évi VI. törvénycikkben
Az uzsoráról szóló 1932. évi VI. törvénycikk a kérdésnek mind polgári jogi, mind büntetőjogi vonatkozásait szabályozta.

### Az 1959-es Po1gári törvénykönyv szerint
Az azóta hatályon kívül helyezett polgári törvénykönyv (a többször módosított 1959. évi IV. törvény) szerint:
- Ha a szerződő fél a szerződés megkötésekor a másik fél helyzetének kihasználásával feltűnően aránytalan előnyt kötött ki, a szerződés semmis (uzsorás szerződés).[3][8]
- Érvénytelen szerződés esetében a szerződéskötés előtt fennállott helyzetet kell visszaállítani.[9], rendelkezik ha ez nem lehetséges[10].
- Uzsorás szerződés esetén a bíróság egészben vagy részben elengedheti a visszatérítést, ha az a sérelmet szenvedő felet részletfizetés engedélyezése esetén is súlyos helyzetbe hozná; a sérelmet okozó fél viszont [11] a kapott szolgáltatásból az aránytalan előnynek megfelelő részt a sérelmet szenvedő félnek köteles visszatéríteni.[12][13]
- Lehetőség volt az állam javára ítélni meg  - rendszerint pénzben - a visszaszolgáltatást,  ha szintén csalárd vagy sérelmet okozó félnek járna vissza.[14]
- Ügyészek is indíthattak eljárást uzsorás esetekben.[5]

Az uzsora-bűncselekmény a magyar Büntető Törvénykönyv 381. §-a által meghatározott bűncselekmény.

## Fogalma
A hatályos Büntető törvénykönyv szerint: Aki más rászorult helyzetét kihasználva olyan különösen aránytalan mértékű ellenszolgáltatást tartalmazó megállapodást köt, amely alkalmas arra, hogy annak teljesítése a megállapodás kötelezettjét, a megállapodás kötelezettjének a vele közös háztartásban élő hozzátartozóját, illetve a megállapodás kötelezettje által tartási kötelezettség alapján eltartott személyt súlyos vagy további súlyos nélkülözésnek tegye ki, bűntett miatt 3 évig terjedő szabadságvesztéssel büntetendő.
A  kiszabható büntetés 1 évtől 5 évig terjedő szabadságvesztés, ha az uzsora-bűncselekményt bűnszövetségben vagy üzletszerűen követik el.
A 2012. évi C. törvény átvette az uzsorával összefüggő egyes törvények módosításáról szóló 2011. évi CXXXIV. törvénnyel elvégzett módosításokat.

## Története

### 1883. évi XXV. törvénycikk
„Uzsora, az 1883. évi XXV. tc. értelmében vétség, amelyet az követ el, aki másnak szorultságát, könnyelműségét vagy tapasztalatlanságát fölhasználva, oly kikötés mellett hitelez vagy ad fizetési halasztást, amely a neki vagy egy harmadiknak engedett túlságos mérvű vagyoni előnyök által az adósnak vagy a kezesnek anyagi romlását előidézni vagy fokozni alkalmasak; vagy oly mérvűek, hogy a szolgáltatás és az ellenszolgáltatás között szembeötlő aránytalanság mutatkozik. A büntetés 6 hónapig terjedhető fogház.”

### 1978. évi IV. törvény
2009. március 1-jén lépett hatályba a Büntető Törvénykönyvről szóló 1978. évi IV. törvény 330/A. §-ában szabályozott uzsora bűncselekmény tényállása. Az új bűncselekmény meghatározásának fő oka az volt, hogy az azt megelőző években az uzsorás jellegű – valamint az ilyen cselekményekhez gyakran társult erőszakos magatartással kísért esetek, és az ezeknek kitett sértettek száma is ugrásszerűen megnőtt.
Az uzsora-bűncselekményekre jellemző a szervezett elkövetési forma. Az elkövetők közötti „érdekszövetség” megbontását célozta meg a 2011. évi törvénymódosítás a büntetés korlátlan enyhítésére okot adó körülmény szabályozásával. Ezáltal is segítve a hatékonyabb felderítést, és az igen jelentős látencia visszaszorítását. A törvény a hatóságokkal együttműködő, tevékeny megbánást tanúsító elkövetővel szemben a büntetés korlátlan enyhítésének lehetőségét fenntartja.

## Külső hivatkozások
- Gáspárdy László: Az uzsora néhány időszerű társadalmi és polgári jogi kérdése. Ügyészségi Kiskönyvtár 18. (1965)
- A Pallas nagy lexikona